# 貝弗利肖爾斯 (印地安納州)
貝弗利肖爾斯（英語：Beverly Shores）是一個位於美國印地安納州波特縣的城鎮。

## 人口
根據2010年美國人口普查的數據，貝弗利肖爾斯的面積為15.09平方千米，當中陸地面積為9.28平方千米，而水域面積為5.81平方千米。當地共有人口613人，而人口密度為每平方千米41人。